# Edward Herbert
Edward Herbert (Eyton-on-Severn, Shropshire, 1583. március 3. – London, 1648. augusztus 20.) angol filozófus, a deizmus megalapítója.
Oxfordban végezte tanulmányait, majd kalandokban bővelkedő utazásokat tett Franciaországban, Flandriában, a Német-római Birodalomban, Svájcban, Itáliában. 1616-tól a francia királyi udvarnál követ, 1625-től Írország peerje, 1630-tól angol peer Cherbury báró melléknévvel. Az angol király és a parlament közötti viszály kitörésekor Cherbury a parlament pártjára állt. 1648-ban hunyt el.
Politikai működése közben irodalommal is foglalkozott. Fő műve a De veritate prout distinguitur a revelatione, a verosimili, a possibili et a falso (Párizs, 1624). Később ezt a művét folytatta tulajdonképpen a De causa errorum gione gentilium, errorumque apud eos causisban (1645). Cherbury a közös, természeti vallás igazságait keresi, és a következő öt tételt állapítja meg ilyeneknek: 
- 1) egyetlen legfőbb lény létezik;
- 2) ezt a lény tisztelni köteles az emberiség;
- 3) az erényesség és a jámborság az Istentisztelet legfontosabb része;
- 4) az előzőekben való vétkezést megbánás kövesse;
- 5) Isten igazságossága és jósága miatt a bűn büntetést, az erény jutalmazást von maga után mind ebben, mind a földöntúli életben.

Cherbury tehát a vallást az észből származtatja, rendszere vallási racionalizmusnak is nevezhető. Őt tartják az angol deizmus megalapítójának, követői John Toland, Anthony Collins, és Matthews Tindal voltak.